# Cornel Bodea
Cornel Bodea (n. 28 august 1903, Viena, Austro-Ungaria – d. 8 decembrie 1985, Cluj-Napoca) a fost un biochimist român, profesor universitar, membru corespondent al Academiei Române și fondator al biochimiei vegetale în România. A contribuit semnificativ la dezvoltarea acestui domeniu prin cercetări asupra carotenoidelor, fenotiazinelor și biochimismului genetic, fiind autorul monumentalei lucrări „Tratat de biochimie vegetală” (5 volume), recunoscută pe plan internațional. A format 46 de generații de studenți la Institutul Agronomic din Cluj, fiind un model de dascăl exigent, corect și respectat.

## Biografie
Cornel Bodea s-a născut la 28 august 1903 la Viena, în familia unui medic român, dar la vârsta de 4 ani s-a stabilit la Cernăuți, unde a urmat școala primară și cursurile Liceului „Aron Pumnul”, pe care l-a absolvit în 1921. Datorită rezultatelor excelente, a obținut o bursă de stat pentru studii în străinătate, alegând Facultatea de Chimie a Politehnicii din Berlin-Charlottenburg, unde a studiat sub îndrumarea savantului Emil Fischer, absolvind în 1927. În 1928, a susținut teza de doctorat la aceeași universitate, apoi s-a întors în țară și s-a stabilit la Cluj, unde a trăit și lucrat până la moartea sa, pe 8 decembrie 1985.
Între 1928 și 1932, a lucrat la Stațiunea chimică agronomică a ICAR, cu sediul la Cluj, în incinta Facultății de Agronomie, fiind și asistent la catedra de chimie. Prin grija ICAR, a fost trimis pentru studii de perfecționare în chimie agricolă în Germania și la Collège de France din Paris. Ulterior, a ocupat postul de șef de lucrări (1932–1942), profesor suplinitor (1942–1946) și profesor titular (1946–1973) la Facultatea de Agronomie din Cluj. Din 1962 până în 1982, a fost conducător științific pentru doctoranzi în biochimie vegetală și chimie, contribuind la formarea a numeroși specialiști. A activat didactic timp de 45 de ani la catedră și 10 ani ca profesor consultant, marcând una dintre cele mai îndelungate cariere din istoria învățământului agricol românesc.
Bodea a fost un profesor exigent, punctual și respectat, recunoscut pentru ținuta sa morală și lecțiile bine sistematizate, care făceau accesibile subiecte complexe precum chimia organică și biochimia. A supervizat cu rigurozitate laboratoarele, asigurându-se că studenții obțin rezultate practice validate, ceea ce a devenit o mentalitate în rândul generațiilor de studenți. Academicianul Emil Negruțiu l-a descris ca un om de o rară modestie, echilibrat, integru, sociabil și optimist, care a creat o atmosferă colegială și prietenească în colectivele sale.

## Activitate științifică și publicistică
Cornel Bodea a fost un pionier al biochimiei vegetale, fondând acest domeniu în România și contribuind la dezvoltarea sa rapidă după 1950. A activat la catedra de chimie a Academiei de Înalte Științe Agricole din Cluj, alături de profesori precum Mircea Ionescu, Horia Slușanschi și Teodor Rusev, formând o echipă care a consolidat bazele științifice ale disciplinei timp de 15 ani. A publicat 185 de lucrări originale, 19 lucrări monografice și tratate, 6 lucrări didactice și a obținut 4 brevete de invenție.

### Cercetări în biochimia vegetală
Bodea a abordat cercetări fundamentale și aplicative, cu un accent major pe carotenoide, unde a activat neîntrerupt timp de 35 de ani, fiind considerat unul dintre marii cercetători mondiali în acest domeniu. A început studiile asupra carotenoidelor la 50 de ani, demonstrând o capacitate intelectuală remarcabilă. Cercetările sale, detaliate de profesorul Gavril Neamțu, au inclus: analiza chimică și biochimică a carotenoidelor, utilizarea lor ca coloranți și surse de vitamina A în industria alimentară, farmaceutică, cosmetică și zootehnie, precum și în prevenirea unor afecțiuni. A descoperit noi surse naturale de carotenoide, a identificat noi pigmenți naturali și a obținut prin semisinteză 18 noi carotenoide. A stabilit mecanisme de autooxidare, dehidrogenare și oxidare a carotenoidelor, obținând pentru prima dată în lume epoxizi pe catena internă a carotenoidelor biciclice și azlactone carotenoidice. A cercetat peste 400 de specii de plante și numeroase organisme animale, stabilind pigmenți caracteristici prin studii carotenotaxonomice, o premieră mondială.
În paralel, a studiat fenotiazinele, publicând peste 25 de lucrări originale, cu rezultate apărute în „Heterocyclic Chemistry” (vol. IX, Academic Press, 1969). A contribuit și la biochimismul genetic, analizând caractere biochimice ale hibrizilor de tomate și porumb, heterozisul acizilor nucleici și dinamica acizilor nucleici în fazele de vegetație. În primii ani de activitate, a cercetat compoziția chimică a solurilor, procesele enzimatice, ureea, cianamida de calciu și circuitul carbonului și azotului în natură.
Bodea a participat la numeroase conferințe internaționale, precum Conferința Națională de Chimie (Cluj, 1962; Iași, 1964; Timișoara, 1966), Simpozionul de biochimie de la Moscova (1961), Simpozionul de carotenoide de la Trondheim (1966), Paris (1967), Stockholm (1968), Las Cruces, SUA (1969) și Berna (1975). În 1972, a organizat la Cluj al III-lea Simpozion Internațional de Carotenoide, sub egida Uniunii Internaționale de Chimie Pură și Aplicată.

## Lucrări majore
Lucrarea sa de referință, „Tratat de biochimie vegetală”, publicată în cinci volume între 1964 și 1987 (peste 4000 de pagini, Editura Academiei Române), este considerată un bun național și una dintre cele mai importante lucrări în domeniu la nivel mondial.
A publicat numeroase cursuri didactice pentru studenți, printre care: „Chimia și microbiologia solului” (1945), „Noțiuni de chimie minerală preparativă și de chimie analitică cantitativă minerală și organică” (1945), „Curs de chimie organică pentru uzul studenților în agronomie” (1950), „Curs de chimie minerală pentru uzul studenților în agronomie” (1951), „Curs de chimie biologică pentru uzul studenților în agronomie” (1956) și „Curs de biochimie vegetală” (1967).

## Distincții
- Titlul de Profesor Emerit al Republicii Populare Romîne (18 august 1964) „pentru activitate deosebită în domeniul cercetării științifice și contribuție la dezvoltarea învățămîntului superior”[3]
- Membru corespondent al Academiei Române (1963)[4]
- Membru al Deutsche Academie der Natursforscher Leopoldina (1972)
- Membru al Comisiei Internaționale pentru Stabilirea Nomenclaturii Carotenoidelor, Trondheim, Norvegia (1966)
- Premiul „Gheorghe Spacu” al Academiei Române
- Medalia jubiliară a Stațiunii experimentale Kingston, la 100 ani de activitate (1976)
- Președinte al subcomisiei de biochimie a Filialei din Cluj a Academiei Române (1975)
- Profesor universitar emerit (1964)
- Ordinul Meritul Științific, clasa a II-a (1970)
- Premiul II al MEI (1974)